# Juan Lacaze
Juan Lacaze est une ville du département de Colonia, en Uruguay. Sa population s'élevait à 13 196 habitants en 2004.
Elle est l'une des villes les plus importantes du département et de la zone sud ouest du pays par sa population.

## Population
| Année | Population |
| ----- | ---------- |
| 1963  | 11.019     |
| 1975  | 11.595     |
| 1985  | 12.574     |
| 1996  | 12.988     |
| 2004  | 13.196     |

Référence,.

## Sport
Le Club Deportivo Colonia est basé dans cette ville.